# مهرجان مينتاوي
مهرجان مينتاوي أو مهرجان مينتاوي شارم (بالإندونيسية: Festival Pesona Mentawai) هو مهرجان وكرنفال تقليدي يقام سنويًا منذ عام 2016 في جزر مينتاواي غرب سومطرة في إندونيسيا. يهدف المهرجان إلى الترويج للسياحة الوطنية والدولية لجزر مينتاواي، مرتبة من قبل وزارة السياحة الإندونيسية وإدارة المنطقة المحلية. يعتقد شعب مينتاوي أن لديهم أصول تمتد إلى 1500 قبل الميلاد.

## الاحتفالات
يعرض المهرجان احتفالات الزفاف التقليدية، وعرض الملابس التقليدية، وعروض الوشم التقليدية، وصناعة القوارب التقليدية، والرماية التقليدية، ورقصة الحرب القبلية، وأداء الرقص الجماعي، وصيد القوس التقليدي، والطهي التقليدي، وثقافة مينتاواي التقليدية الأخرى. تم تضمين الأحداث بفعاليات مثل ركوب الأمواج، حيث يشارك راكبو الأمواج الدوليون في مسابقة ركوب الأمواج.